# Lafoensia nummularifolia
Lafoensia nummularifolia là một loài thực vật có hoa trong họ Lythraceae. Loài này được A. St.-Hil. mô tả khoa học đầu tiên.